# Tunehakwe Corona
La Tunehakwe Corona è una struttura geologica della superficie di Venere.